# Tratado de Moscú de 1920
El Tratado de Moscú (en ruso: Московский договор, Moskovski dogovor, en georgiano: მოსკოვის ხელშეკრულება, Moskovis khelshekruleba) fue un tratado firmado por la RSFS de Rusia y la República Democrática de Georgia en Moscú el 7 de mayo de 1920, garantizando a Georgia de iure el reconocimiento de la independencia a cambio de la promesa de no dar asilo en suelo georgiano a tropas de poderes hostiles a la república soviética.
La República Democrática de Georgia, liderada por el partido socialdemócrata (Menchevique), declaró la independencia de Rusia el 26 de mayo de 1918. No fue reconocida en ese momento de forma formal por el gobierno soviético, pero el gobierno georgiano consiguió el reconocimiento de facto por parte de los líderes blancos y de los aliados de la I Guerra Mundial.
El subsiguiente golpe bolchevique abortado en Tiflis, y el intento fallido de las unidades del Ejército Rojo de entrar en Georgia a principios de mayo de 1920, el gobierno de Lenin aceptó firmar un tratado con Georgia y el reconocimiento de su independencia de iure, prometiendo los mencheviques que no darán cobijo en territorio georgiano a ninguna fuerza hostil a la Rusia Soviética. Muchos políticos georgianos, incluyendo el ministro de exteriores Yevgueni Gueguechkori, denunciaron esta cláusula como una violación de la soberanía de Georgia, y propusieron el rechazo a las condiciones rusas. Sin embargo, el primer ministro de Georgia, Noe Zhordania, ansioso sobre todo de asegurarse el reconocimiento internacional de Georgia, aceptó esas condiciones. El tratado finalmente fue firmado el 7 de mayo de 1920 en Moscú por Grigol Uratadze en representación de Georgia y Lev Karaján por Rusia.
En los primeros dos artículos del tratado, Rusia reconoció incondicionalmente la independencia de Georgia y renunció a toda intervención en los asuntos internos del país:

Artículo I:

Procediendo a derecho, proclamado por la RSFS de Rusia, de todos los pueblos a la libre autodeterminación que incluye la separación del estado del que constituye parte, Rusia incondicionalmente reconoce la independencia y soberanía del Estado de Georgia y voluntariamente renuncia a todos los derechos soberanos que pueda tener Rusia con respecto al pueblo y territorio de Georgia.

Artículo II:
Procediendo con los principios proclamados en el Artículo I anterior del presente tratado, Rusia asume abstenerse de cualquier tipo de interferencia en los asuntos de Georgia.

Georgia, en contrapartida, aceptó desarmar y detener a todas las fuerzas armadas pertenecientes a cualquier organización que constituya una amenaza para el gobierno soviético, y entregar esos destacamentos o grupos a Moscú. En una cláusula secreta, no hecha pública en esa época, los mencheviques hicieron incluso más concesiones, permitiendo a las ramas locales del partido bolchevique ruso funcionar libremente en Georgia.

Georgia se promete a reconocer el derecho a la libre existencia y actividad el Partido Comunista .... y en particular, su derecho a realizar manifestaciones libres y publicaciones, incluyendo órganos de prensa.

A pesar de la breve euforia menchevique declarando los hechos como un éxito diplomático, la opinióin pública en Georgia denunció el tratado como "una velada subordinación de Georgia a Rusia", como fue informado por el Comisionado jefe del Reino Unido Sir Oliver Wardrop. El gobierno recibió duras críticas de la oposición parlamentaria por las concesiones  hechas a Moscú, particularmente del Partido Nacional Democrático. Sin embargo, el Tratado de Moscú tuvo beneficios a corto plazo para Tiflis como animar al hasta ese momento reacio, Consejo Supremo Aliado y a otros gobiernos, de reconocer de iure a Georgia el 27 de enero de 1921.
Sin embargo, el Tratado de Moscú no resolvió el conflicto entre Rusia y Georgia. Aunque la Rusia Soviética hubiese reconocido la independencia de Georgia, intentó y planeó un posible derribo del gobierno menshevique, y el tratado solo fue una táctica de dilación por parte de los bolcheviques, quienes en ese momento estaban preocupados por una complicada guerra contra Polonia.
En cumplimiento del tratado, el gobierno georgiano liberó a la mayoría de los bolcheviques que estaban en prisión. Rápidamente establecieron un Partido Comunista de Georgia, que bajo la coordinación del Buró del Cáucaso del Partido Comunista ruso, inmediatamente inició una abierta campaña contra el gobierno menchevique, y por ello fueron nuevamente detenidos por el enérgico Ministro del Interior Noe Ramishvili. Esto causó las protestas del recién nombrado embajador plenipotenciario de Rusia Serguéi Kírov, que intercambió duras notas con Evgueni Gegechkori. Este conflicto, nunca se resolvió, y fue posteriormente usado por la propaganda soviética contra el gobierno menchevique, acusado por Moscú de perseguir a los comunistas, obstruir el paso de convoyes hacia Armenia, y el apoyo a la rebelión antisoviética en el Cáucaso Norte. Por otra parte, Georgia acusó a Rusia de fomentar disturbios antigubernamentales en varias regiones del país, especialmente entre las minorías étnicas como en Abjasia y Osetia del Sur, y provocar incidentes fronterizos con la RSS de Azerbaiyán.
Después de nueve meses de frágil paz, en febrero de 1921, el Ejército Rojo lanzó la ofensiva final contra Georgia, con el pretexto de apoyar la rebelión de los campesinos y obreros del país, y poner fin a la República Democrática de Georgia, estableciendo la RSS de Georgia para las siguientes siete décadas.
Se han encontrado paralelismos en la moderna Georgia entre la diplomacia Ruso-Georgiana en 1920 y la década de 2000. En respuesta a las declaraciones de varios diplomáticos rusos que Moscú quería a Georgia como "un país soberano, neutral y amigo" antes que un miembro de alianzas militares como la OTAN, el Presidente de Georgia Mijeíl Saakashvili declaró el 25 de octubre de 2007, que la neutralidad no es una opción para Georgia, porque "Georgia firmó un tratado con esa neutralidad en 1920 con la Rusia bolchevique, y después de seis meses Georgia fue ocupada".